# 荻原佑介
荻原 佑介（おぎわら ゆうすけ、1912年〈明治45年〉2月 - 没年不明）は、日本の部落解放運動家、反共民族主義者、政治ゴロ。

## 経歴
埼玉県川越市野田の人。最終学歴は小学校卒業。川越市の被差別部落の出だが、一族の伝承によると祖先は源源右衛門常高で、川越藩主の馬まわり役だったという。朝霞市の膝折という地名も荻原一族の祖先がつけたと伝えられている。一族は被差別部落の富裕層で、平民苗字許可令の前から荻原姓を名乗り、制限選挙の時代にも国税を納めて選挙権を認められた少数の部落民の家柄であった。
農業のかたわら油の行商などで生計を立てつつ埼玉県の入間郡水平社に参加。戦時中は大日本帝国陸軍の統制派と深いつながりを持つ内外更始倶楽部や大日本皇民社に所属。ハワイに渡り、大佐相当の階級になって日本に帰国。敗戦後はハワイ帰りを笠に着て米国の進駐兵を気取り、日本の警察官に頭ごなしに出頭命令を出して騒いだが、川越警察は荻原に対してなすすべがなかった。
一貫して反共国粋主義を掲げ、「部落民連盟、日本監察保安隊」「同胞差別偏見撲滅部落民完全解放自由民主党」を自称して一人一党の部落解放運動を展開、1946年12月と1947年3月には「日本全国被圧迫部落民連盟、日本監察保安隊」代表を名乗り、GHQの埼玉軍政チームに部落差別撤廃のための請願書を送っている。
1953年頃からさまざまな選挙に次々と立候補し、川越市長選挙などに落選を繰り返していた。当時は町村選挙の立候補には供託金が不要だったため、東京都や埼玉県の町村選挙のみに10ヶ所以上同時に立候補したこともある。このため、小田俊与ともども、立候補の届出は郵送を禁止し選挙管理委員会への直接持ち込みに限定する旨の公職選挙法改正（1962年）の一因を作った。荻原の親類によると、日の丸の旗を立てて恐喝行為を繰り返していたともいう。このため、親類からは「学歴がないんだから、あの人は」「それを知らないで差別だ、差別だって言ったわけでしょう。だから、差別されるんじゃないんだと。差別されるようなことをやってるから言われるんだ」と批判を受けている。
狭山事件に際しては、石川一雄の父の友人だった縁から石川の補佐人を務める。ただし「補佐人」をあくまで自称とする資料もある。1963年7月9日、慰問のため浦和保護観察所や被害者の祭壇、そして被害者宅を訪れた池田勇人夫人・池田満枝に抗議文を送り、被害者少女の異性関係とされるものを暴き立て、池田満枝に反省を求めた。1963年11月には、警察による石川一雄への拷問を裁判長に具申。1964年3月、判決を前にして東京高裁に「人身保護、判決言渡執行停止、身柄釈放」の訴えを起こす。
一審で容疑を全面的に認めていた石川一雄に対して、1964年8月ごろ初めて接見し、無罪主張に転じるよう教唆。
これにより、1964年9月10日、二審の第1回公判から石川は無罪主張に転じる。また、控訴審開始の10カ月後には石川の父をそそのかして弁護団全員を解任させている（1週間後、石川の長兄の説得で再選任）。部落解放同盟中央本部からは「一審のはじまる以前から石川にたいする警察・検察の迫害を部落民にたいする『差別偏見』にもとづくものとして一個人で糾弾し、さらに一審から二審の間において、拘置所で隔離され孤立し、精神的に不安な状態におちいった石川を身銭を切って激励しつづけた」と一定の評価を与えられつつ、「その活動は組織的ではなく、個人的な性格から弁護団の弁護活動に否定的影響を及ぼしたことは否定することはできない」、「荻原が弁護団解任の手続きを石川の父親（実名略）を通じておこない、系統的な弁護活動を阻害したことを、自己が防共新聞に関係するという立場からおこなっていたとすればそこには大きな問題が残らざるを得ない」と批判を受けた。
1964年12月、埼玉県警本部長の上田明を「不法逮捕・拷問・脅迫・自白強制・傀儡証人偽証使嗾・部落民虐殺謀略」等で告発。「無実」の石川を逮捕し全国の部落民に苦痛を与えたことへの謝罪広告、すなわち
```
女高生Yさん（原文では実名）殺し事件容疑者、石川一雄を逮捕して行なった発表により埼玉、産経、東京、みやこ、週刊新潮、等々の各新聞に憎悪にみちた差別的偏見記事が掲載され……全国数百万の同胞に対し、精神的に死にまさる苦痛、同胞子女をして部落民に生れたることをはかなむ絶望的暗黒無明、深刻悲惨な痛苦に泣かしめ……荻原佑介殿を始め数百万同胞の権利と自由を剥奪して政治的社会的経済的に致命的迫害を加え、以て物質的に計るべからざる重大な損害を与えたことは憲法第14条、国公法第78条第3項……に違反して誠に申し訳なく衷心より深く謝罪いたします。
[
18
]
```

を主要紙に掲載せよとの訴えであったが、この訴えが認められたとの記録はない。また1965年3月10日、国会裁判所訴追委員会に一審裁判長内田武文の「罷免訴追請求状」を提出し、「前非を悔い自ら死罪の極刑に潔よく（ママ）服するまで峻厳な糾弾喚問を裁判官訴追委員全員列席の委員会に於いて必ず執行すること」を請求しているが、この請求もまた認められたとの記録はない。
その後、1966年12月頃から1970年3月まで3年以上、石川とは音信不通になる。その理由について石川は、荻原の意向で解任した弁護団を再び選任したためではないかと推測している。